# Теплопродукція

Каскад активації термогеніну в клітинах бурої жирової тканини

Теплопроду́кція, термогенез, іноді теплоутворення — вироблення теплоти в організмі внаслідок енергетичних перетворень в живих клітинах. Пов'язана з біохімічним синтезом білків та інших органічних сполук, що безперервно відбувається в живих організмах, а також з осмотичною роботою (перенесення іонів проти градієнту концентрацій), з механічною роботою м'язів (серцевий м'яз, гладкі м'язи різних органів, скелетні м'язи).
Під час повного спокою і за оптимальної температури середовища, людина середньої ваги й віку вивільняє близько 1 ккал (4,19 кдж) на кг ваги тіла за 1 годину. Близько 50% всієї теплоти утворюється в органах черевної порожнини (головним чином у печінці), по 20% у кістякових м'язах і центральній нервовій системі й близько 10% — за допомогою органів дихання й кровообігу.